# HD 36891
HD 36891 ( eller HR 1884) är en dubbelstjärna i den mellersta  delen av stjärnbilden Kusken. Den har en kombinerad skenbar magnitud av ca 6,08 och är mycket svagt synlig för blotta ögat där ljusföroreningar ej förekommer. Baserat på parallax enligt Gaia Data Release 2 på ca 1,9 mas, beräknas den befinna sig på ett avstånd på ca 1 680 ljusår (ca 520 parsek) från solen. Den rör sig närmare solen med en heliocentrisk radialhastighet på ca -12 km/s.

## Egenskaper
Primärstjärnan HD 36891 A är en gul till vit superjättestjärna av spektralklass G3 Ib. Den har en radie som är ca 46 solradier och har ca 1 100 gånger solens utstrålning av energi från dess fotosfär vid en effektiv temperatur av ca 4 900 K.
Stjärnans möjliga karaktär av spektroskopisk dubbelstjärna noterades första gången 1983 av Gilbert Burki och Michel Mayor i en artikel om graden av dubbelstjärnor bland superjättar. Samma år noterade William P. Bidelman att stjärnans spektrum var sammansatt vilket tyder på en följeslagare. Bekräftelse av spektroskopisk dubbelstjärna och en preliminär omloppsbana publicerades 1998 av R. Paul Butler. En mycket mer exakt omloppsbana med en omloppsperiod på ca 7 830 dygn och en excentricitet på 0,8867 publicerades 2015 av Roger Griffin. Följeslagaren är en stjärna i huvudserien av  spektralklass B7 V?.